# サンライズカップ
サンライズカップは、ホッカイドウ競馬で施行される地方競馬の重賞競走である。東京スポーツ新聞社関西支社より優勝杯の提供を受けており、名称は2010年より「大阪スポーツ杯 サンライズカップ」と表記している。

## 概要
2001年にサラブレッド系2歳馬による重賞競走として新設。
第1回から第4回までは門別競馬場で、第5回から第8回までは旭川競馬場で施行。2009年より再び門別競馬場に戻された。
2014年から2016年まで中央競馬の朝日杯フューチュリティステークスのステップ競走へのブロック代表を選定する競走としても行われた。2017年からは、ホープフルステークスのステップ競走に向けてのブロック代表馬選定競走となっている。
2015年にH3からH2に格上げされた。
2018年は当初10月4日に施行予定であったが、地震の影響による日程変更のため、同月10日に行われた。
2020年からはH1に格上げされる。同年から2022年まで未来優駿シリーズに指定されたほか、2021年と2022年は2歳チャンピオンシリーズの対象競走となっていた。
2020年からは同年新設されたJBC2歳優駿の指定競走となっている。加えて、2023年からは次年の雲取賞と京浜盃の指定競走ともなり、優勝馬は前記2競走の選定においてその成績が重視されるようなった。
本競走はスタリオンシリーズ競走に指定されている。また地方全国交流競走に指定され他地区所属馬も出走が可能なほか、2012年よりJRA認定競走（上級認定競走）としても施行され、優勝馬は認定馬となる。

### 条件・賞金等（2024年）
出走条件
サラブレッド系2歳、地方全国交流
負担重量
定量（56kg、牝馬55kg）
賞金等
賞金額は1着1000万円、2着280万円、3着210万円、4着140万円、5着70万円。
副賞
スタリオンシリーズに指定されており、マクフィの翌年度の配合権利が優勝馬馬主への副賞となっている。

## 歴代優勝馬
| 回数   | 施行日         | 開催地 | 距離  | 頭数 | 優勝馬             | 性齢 | 所属   | タイム | 優勝騎手   | 管理調教師 |
| ------ | -------------- | ------ | ----- | ---- | ------------------ | ---- | ------ | ------ | ---------- | ---------- |
| 第1回  | 2001年11月1日  | 門別   | 1800m | 14頭 | ウィンメッセージ   | 牝2  | 北海道 | 1:58.0 | 宮崎光行   | 村上正和   |
| 第2回  | 2002年10月16日 | 門別   | 1800m | 13頭 | オーゴンプリンス   | 牡2  | 北海道 | 1:55.4 | 宮崎光行   | 伊藤隆志   |
| 第3回  | 2003年9月25日  | 門別   | 1700m | 11頭 | フジエスミリオーネ | 牡2  | 北海道 | 1:52.1 | 藤倉寛幸   | 角川秀樹   |
| 第4回  | 2004年10月7日  | 門別   | 1700m | 12頭 | モエレアドミラル   | 牡2  | 北海道 | 1:54.8 | 千葉津代士 | 堂山芳則   |
| 第5回  | 2005年9月28日  | 旭川   | 1600m | 14頭 | カネマサドゥイット | 牡2  | 北海道 | 1:46.1 | 宮崎光行   | 松本隆宏   |
| 第6回  | 2006年9月26日  | 旭川   | 1600m | 11頭 | ヒデサンジュニア   | 牡2  | 北海道 | 1:43.4 | 川島雅人   | 米川伸也   |
| 第7回  | 2007年9月26日  | 旭川   | 1600m | 11頭 | バイタリティー     | 牡2  | 北海道 | 1:43.4 | 川島洋人   | 田中正二   |
| 第8回  | 2008年10月1日  | 旭川   | 1600m | 9頭  | チョットゴメンナ   | 牡2  | 北海道 | 1:45.5 | 宮崎光行   | 堂山芳則   |
| 第9回  | 2009年10月7日  | 門別   | 1700m | 11頭 | ビッグバン         | 牡2  | 北海道 | 1:49.3 | 桑村真明   | 角川秀樹   |
| 第10回 | 2010年10月6日  | 門別   | 1700m | 12頭 | エルヘイロー       | 牡2  | 北海道 | 1:49.1 | 宮崎光行   | 堂山芳則   |
| 第11回 | 2011年10月12日 | 門別   | 1700m | 12頭 | イッシンドウタイ   | 牡2  | 北海道 | 1:47.8 | 桑村真明   | 米川昇     |
| 第12回 | 2012年10月10日 | 門別   | 1700m | 10頭 | ジェネラルグラント | 牡2  | 北海道 | 1:49.1 | 五十嵐冬樹 | 廣森久雄   |
| 第13回 | 2013年10月15日 | 門別   | 1700m | 10頭 | ハッピースプリント | 牡2  | 北海道 | 1:49.0 | 宮崎光行   | 田中淳司   |
| 第14回 | 2014年10月9日  | 門別   | 1700m | 12頭 | タケルオウジ       | 牡2  | 北海道 | 1:49.0 | 井上俊彦   | 林和弘     |
| 第15回 | 2015年10月13日 | 門別   | 1700m | 8頭  | タービランス       | 牡2  | 北海道 | 1:51.1 | 佐々木国明 | 若松平     |
| 第16回 | 2016年10月6日  | 門別   | 1700m | 12頭 | ヒガシウィルウィン | 牡2  | 北海道 | 1:49.1 | 宮崎光行   | 角川秀樹   |
| 第17回 | 2017年10月5日  | 門別   | 1700m | 9頭  | ヤマノファイト     | 牡2  | 北海道 | 1:51.4 | 阿部龍     | 村上正和   |
| 第18回 | 2018年10月10日 | 門別   | 1800m | 10頭 | マイコート         | 牡2  | 北海道 | 1:55.8 | 永島太郎   | 米川昇     |
| 第19回 | 2019年10月3日  | 門別   | 1800m | 11頭 | ティーズダンク     | 牡2  | 北海道 | 1:57.0 | 宮崎光行   | 小野望     |
| 第20回 | 2020年10月1日  | 門別   | 1800m | 10頭 | シビックドライヴ   | 牡2  | 北海道 | 1:56.4 | 落合玄太   | 田中淳司   |
| 第21回 | 2021年9月30日  | 門別   | 1800m | 9頭  | ナッジ             | 牡2  | 北海道 | 1:53.9 | 阪野学     | 田中正二   |
| 第22回 | 2022年9月22日  | 門別   | 1800m | 7頭  | オーマイグッネス   | 牡2  | 北海道 | 1:55.6 | 阿部龍     | 角川秀樹   |
| 第23回 | 2023年9月20日  | 門別   | 1800m | 10頭 | パッションクライ   | 牡2  | 北海道 | 1:56.7 | 桑村真明   | 山口竜一   |
| 第24回 | 2024年10月2日  | 門別   | 1800m | 8頭  | リコースパロー     | 牡2  | 北海道 | 1:56.4 | 落合玄太   | 川島洋人   |

### 各回競走結果の出典
- サンライズカップ 歴代優勝馬（地方競馬全国協会）